# Міннесота Норт-Старс
Міннесо́та Но́рз-Ста́рс (укр. Північні Зірки Міннесоти, англ. Minnesota North Stars) — колишній професіональний хокейний клуб, який виступав у Національній хокейній лізі протягом 26 сезонів з 1967 по 1993 роки. «Норз-Старс» проводили свої домашні поєдинки у Мет-центр, місто Блумінгтон, штат Міннесота. Найбільше команда використовувала зелений та жовтий кольори для своєї форми. На початку дев'яностих команда провела матч із московським Спартаком, у якому поступилася 3:5. Команда провела 2062 матчі у регулярному сезоні, 15 матчів у плей-оф, включаючи два фінали розіграшу Кубку Стенлі. У 1993 році команда переїхала до Далласу, штат Техас і отримала нову назву — Даллас Старс.
Серед відомих гравців: Дейв Ганьє, Мюррей Олівер, Чезаре Маньяго, Стів Пейн, Денні Грант, Джон Мішук, Волт Маккехні, Денніс О'Браєн, Андре Проновост, Боб Войтович, Стюарт Гевін.